# Ertzetatik
Ertzetatik es el primer álbum de estudio del grupo musical en euskera Huntza que salió a la venta el 2 de diciembre de 2016.

## Producción
El grupo se formó en Bilbao en 2014, cuando sus miembros se conocieron en etapa universitaria, si bien todos sus integrantes son guipuzcoanos. La primera aparición de la banda fue el 8 de marzo de 2016, con el lanzamiento de We Are Proud. Con esta canción rindieron homenaje a las primeras mujeres en saltar al escenario. Este comienzo abrió la puerta a los siguientes conciertos y apariciones.
En noviembre de 2016 lanzaron el video musical de la canción Aldapan gora (traducido como "cuesta arriba"), que fue un gran éxito. El técnico de sonido Haritz Hurreguy grabó el primer álbum en los estudios Higain en Usúrbil y fue promocionado en la feria de Durango en Ertzetatik. En el disco predominan las melodías de la trikitixa, y se notan otras influencias como el pop-rock, el vals o el ska-rock.

## Participantes
- Josune Arakistain (trikitixa, voces)
- Uxue Amonarriz (pandereta, voces)
- Aitor Huizi (violín)
- Aitzol Eskisabel (guitarras)
- Inhar Eskisabel (bajo)
- Peru Altube (batería)

## Lista de canciones
| N.º | Título                 | Duración |  |
| 1.  | «Iñundik iñoare»       | 2:41     |  |
| 2.  | «Kalabazak»            | 3:12     |  |
| 3.  | «Aldapan gora»         | 3:21     |  |
| 4.  | «Ipuinetan»            | 2:58     |  |
| 5.  | «Ipuinetan»            | 4:23     |  |
| 6.  | «Herri Unibertsitatea» | 4:37     |  |
| 7.  | «Hautsetatik»          | 3:44     |  |
| 8.  | «Gauerdiko biolinak»   | 4:19     |  |
| 9.  | «Gaztetxeak bizirik»   | 4:06     |  |
| 10. | «Harro gaude»          | 3:21     |  |
| 11. | «Beste bat»            | 3:01     |  |
| 12. | «Parent(h)esiak»       | 3:41     |  |